# تيموثي تونغ
تيموثي تونغ (بالصينية: 湯顯明) هو سياسي صيني، ولد في 12 يوليو 1949. انتخب عضو في اللجنة الوطنية لجمهورية الصين الشعبية خلال فترته النيابية ‏ وانتخب Commissioner of Customs and Excise ‏ وانتخب مفوض الهيئة المستقلة لمكافحة الفساد ‏.